# Тесторид из Фокеје
Тесторид из Фокеје био је популегендарни старогрчки песник, коме се у антици понекад приписивало ауторство Мале Илијаде, једне од песама тројанског циклуса у оквиру тзв. кикличких епопеја.
Тесторид се спомиње у романсирана Животу Хомеровом, који се некада приписивао Хесиоду. Према том спису, кад је Хомер дошао у Фокеју, Тестород га је угостио, а за узврат је тражио дозволу да запише Хомерову поезију док је овај рецитује. Хомер је то прихватио те је Тесториду рецитовао Илијаду,  Одисеју и Фокејиду, која је обрађивала локалне фокејске повести и митове. Ова је прича јединствена у односу на остале античке легенде у вези с Хомером по томе што садржи тврдњу о томе да је писање било познато у Хомеровом кругу, док све друге приче говоре да су Хомерове песме преношене само усмено његовим следбеницима или потомцима.